# Pierre Louis du Cambout de Coislin
Pour les autres membres de la famille, voir Famille du Cambout de Coislin.
Pour les articles homonymes, voir Le Cambout et Coislin.
Pierre Louis du Cambout (12 février 1769 - château de Carheil,, Plessé † 9 juillet 1837 - château de Carheil, Plessé), 4e marquis de Coislin, est un général et homme politique français.

## Biographie
Pierre Louis du Cambout de Coislin appartenait à une vieille et illustre maison de chevalerie bretonne, qui remonte à Allain du Comboust (1180), et dont la terre de Coislin fut érigée en marquisat, en août 1634, et en duché-pairie en décembre 1662.
Pierre Louis du Cambout de Coislin est le fils aîné de Pierre François du Cambout de Coislin (janvier 1734 † 29 avril 1817), 3e marquis de Coislin (1771), et de Louise Anne Françoise Charette de Briord (15 juillet 1748 - Nantes † 16 septembre 1803). Une de ses sœurs épouse Hyacinthe du Botderu.
Pierre-Louis de Coislin embrassa la carrière des armes ; il était colonel en 1789. Il émigra en 1791, et ne rentra en France qu'à la première Restauration. Pendant la petite chouannerie, lors des Cent-Jours, il prend la tête des Chouans de Loire-Inférieure et commande une armée 4 000 à 5 000 hommes mais ne livre que peu de combats.
Le 22 août 1815, il fut élu député de la Loire-Inférieure, au collège de département, et prit place dans la majorité de la « Chambre introuvable ».
Promu au grade de maréchal de camp, le 7 février 1816, il fut réélu, le 4 octobre 1816, député de la Loire-Inférieure, et fut promu à la pairie le 23 décembre 1823.
Le gouvernement de la Restauration l'appela successivement au commandement des départements de la Vienne, de la Meurthe, et de la 4e subdivision de la 13e division militaire. Il siégea à la Chambre des pairs jusqu'à sa mort, ayant prêté serment à la monarchie de Juillet.

## Titres
- 4e Marquis de Coislin (1817) ;
- Baron-pair héréditaire (23 décembre 1823, lettres patentes du 28 mai 1824).

## Distinctions
- Légion d'honneur :
  - Légionnaire, puis,
  - Officier de la Légion d'honneur (23 mai 1825) ;
- Chevalier de Saint-Louis.

## Union et postérité
- Il épousa, le 30 ventôse an XII (21 mars 1804) à Angers (Maine-et-Loire), Pauline Claude de Collasseau (5 septembre 1785 - Saint-Denis-d'Anjou † 23 mars 1845 - Paris), dont il eut :
  - Pierre Adolphe du Cambout (5 pluviôse an XIII (25 janvier 1805) - Angers † 2 septembre 1873 - Courgivaux (Marne)), 5e marquis de Coislin, ancien page de Louis XVIII, officier de cavalerie, titulaire de la Médaille militaire (juillet 1871). Avec lui s'est éteinte la branche des marquis de Coislin. Il avait épousé, en juillet 1828, Louise Elisabeth Savary de Lancosme (née en 1808), dont :
    - Louise Thomine (1829 - Plessé † 10 mars 1905 - Paris), mariée le 30 mai 1846 à Paris, avec Louis Gustave Marie Charles de Valon du Boucheron (1816 † 1898), baron d'Ambrugeac, dont postérité ;
    - Alexandrine Aliette (4 juillet 1830 - château de Nogentel, Courgivaux (Neuvy (Marne)) † 21 juin 1874 - Chalandray (Vienne)), mariée, le 3 février 1848 à Paris, avec Georges Poute (1815 † 1889), marquis de Nieuil, dont postérité ;
    - D'une relation avec Sophie de Castellane (2 décembre 1818 † 25 décembre 1904), il eut un fils illégitime : Pierre Charles Alain de Mérionnec[6] (19 mai 1843 - Hôtel des Castellane - 57, rue du Faubourg-Saint-Honoré, Paris VIIIe † 12 novembre 1888 - 12, rue de Miromesnil, Paris VIIIe) ;

  - Agathe Pauline (née le 14 mars 1807 - Angers) ;
  - Pierre Ernest du Cambout (13 août 1809 - Angers † 30 juin 1872 - Angers), qualifié de « comte de Coislin »[7], marié, le 19 juillet 1836 à Duclair (Seine-Maritime), avec Marie Césarée Eugénie de Valori (1818-1885), sans postérité ;
  - Charles Ferdinand Pierre du Cambout[8] (15 novembre 1812 † 8 février 1864 - Mineral City), qualifié de « vicomte de Coislin »[7], membre de l'Assemblée législative en 1849, marié, le 8 septembre 1845 avec Elisabeth Anjorrant (1826 † 1847), dont :
    - Alexandrine Césarine Jeanne (11 janvier 1847 - Paris Ier 10 décembre 1923 - Flogny-la-Chapelle), mariée le 31 juillet 1870 à Paris VIIe, avec Georges Le Gras (1841 † 1925), 6e marquis du Luart, dont postérité.